# TrES-4 A b
TrES-4 A b — экзопланета (газовый гигант, горячий юпитер, рыхлая планета). Является единственной известной на сегодняшний день планетой в двойной системе TrES 4 AB, которая удалена от Земли на 1600 световых лет в направлении созвездия Геркулеса. TrES-4 A b была открыта в рамках программы «Trans-Atlantic Exoplanet» (TrES) транзитным методом в 2006 году, однако об открытии было объявлено лишь год спустя в 2007 году.
Экзопланета совершает один оборот вокруг материнской звезды за 3,5 дня и имеет массу 0,917 MJ при радиусе в 1,706 RJ. На момент обнаружения являлась самой большой из известных экзопланет.
При плотности около 0,33 грамма на кубический сантиметр, TrES-4 A b является типичной рыхлой планетой. Это вызвано крайне высокой температурой (около 1728 К), достигаемой из-за близкого расположения планеты со своей родительской звездой (0,05 а. е.).
Из-за низкой массы и высокого разогрева планета не в состоянии своей гравитацией удержать свою атмосферу и саму себя от расширения, и планету окутывает облако газа и пыли, а сама она из-за разогрева сильно расширяется. Планета постоянно теряет часть своей атмосферы, которая испаряясь образует хвост, подобный кометному.